# NGC 1346
NGC 1346 é uma galáxia {{{typ}}} localizada na direcção da constelação de Eridanus. Possui uma declinação de -05° 32' 35" e uma ascensão recta de 3 horas, 30 minutos e 13,2 segundos.
A galáxia NGC 1346 foi descoberta em 15 de Dezembro de 1876 por Édouard Jean-Marie Stephan.